# Magdalena Krssakova
Magdalena Krssakova, née le 3 mars 1994, est une judokate autrichienne.

## Carrière
Magdalena Krssakova évolue dans la catégorie des moins de 63 kg. Elle remporte la médaille d'argent des Championnats d'Europe de judo 2020 à Prague, perdant en finale contre la Française Clarisse Agbegnenou.

## Palmarès

### Compétitions internationales
| Année | Compétition           | Lieu   | Résultat | Catégorie      |
| ----- | --------------------- | ------ | -------- | -------------- |
| 2020  | Championnats d'Europe | Prague | 2e       | Moins de 63 kg |

| Année | Compétition    | Lieu  | Résultat |
| ----- | -------------- | ----- | -------- |
| 2019  | Jeux européens | Minsk | 3e       |